# Udeterus andrarius
Udeterus andrarius är en skalbaggsart som beskrevs av Maria Helena M. Galileo 1987. Udeterus andrarius ingår i släktet Udeterus och familjen långhorningar. Inga underarter finns listade i Catalogue of Life.